# Orquestra Sinfônica Municipal de São Paulo
A Orquestra Sinfônica Municipal de São Paulo, também conhecida como OSM, é uma orquestra sinfônica sediada na cidade de São Paulo e um dos corpos artísticos do Theatro Municipal de São Paulo. Atualmente sob regência de Roberto Minczuk, atua na programação lírica de óperas e concertos, muitas vezes apresentando-se com solistas convidados e também com os demais corpos artísticos do Theatro Municipal, como o Coro Lírico Municipal de São Paulo e o Balé da Cidade de São Paulo.

## História
Até o início do século XX, as óperas que eram encenadas no Teatro Municipal de São Paulo eram produções completamente estrangeiras, pois, até então, o teatro não contava com instrumentistas e coros completos para uma montagem própria. As orquestras que atuavam em São Paulo neste período, embora frequentes, não eram permanentes, sendo arregimentadas por evento, dispersando-se ao final de cada um deles.
Alguns atribuem a origem da orquestra através da Sociedade de Concertos Clássicos de São Paulo (1915-1916) baseados em relatos nesse sentido do maestro Armando Belardi, e que representaram mais a continuidade do interesse por uma orquestra sinfônica na cidade de São Paulo.
A instituição de um primeiro corpo estável de músicos com uma temporada de concertos deu-se em 1935 por meio de uma parceria entre o Departamento de Cultura e a Sociedade de Cultura Artística. A proposta foi feita pelo Secretário de Cultura Mário de Andrade para o aproveitamento de uma orquestra que vinha sendo contratada por temporadas pela Sociedade de Cultura Artística desde 1933. O primeiro regente do grupo foi o alemão Ernst Melich, que já atuava na orquestra da Sociedade de Cultura Artística. Neste momento passou a funcionar regularmente, recebendo programação de concertos e sendo informalmente denominada Orquestra do Departamento de Cultura, mas ainda sem estabilidade jurídica ou contratação de músicos efetivos. Cada temporada de concertos necessitava verba específica, com músicos arregimentados e pagos conforme a ocasião.
A partir de 1936 a orquestra passou a ser vinculada também ao Theatro Municipal, sendo muitas vezes denominada Orquestra Sinfônica do Theatro Municipal. Os regentes mais ativos na orquestra nestes anos iniciais foram Camargo Guarnieri, Souza Lima e Armando Belardi.
Em 1939 a orquestra foi oficializada durante a gestão do então prefeito Francisco Prestes Maia, tendo sido reorganizada nesse ano por Armando Belardi (que se tornou seu primeiro regente titular) e passando a ser oficialmente denominada Orquestra do Theatro Municipal de São Paulo, nome pela qual foi conhecida nos dez anos seguintes. A Lei nº 3.829, de 28 de dezembro de 1949, criou juridicamente e com novo nome a Orquestra Sinfônica Municipal de São Paulo, abrindo  no início de 1950 seu primeiro concurso público para a contratação de músicos, os quais passaram a contar, pela primeira vez, com estabilidade funcional.
Os compositores Francisco Mignone, Almeida Prado, Villa-Lobos, Penderecki e Camargo Guarnieri já regeram o grupo como regentes convidados.  Os maestros Eleazar de Carvalho, Isaac Karabtchevsky, Sergio Magnani e Jamil Maluf também já se apresentaram com a grupo, além de solistas como Magdalena Tagliaferro e Guiomar Novais.
Desde a sua criação, a orquestra já foi regida por Arturo de Angelis, Zacharia Autuori, Edoardo de Guarnieri, Lion Kasniefski, Souza Lima, Eleazar de Carvalho, Armando Belardi, David Machado, Ira Levin, José Maria Florêncio, Alex Klein, Abel Rocha e John Neschling. Seu atual regente titular é Roberto Minczuk.
No dia 1 de setembro de 2018, a OSM foi chamado pelo Maestro João Carlos Martins "A melhor orquestra do nosso país!"